# Tau Virginis
Tau Virginis ( τ Virginis, förkortat Tau Vir,  τ Vir) som är stjärnans Bayerbeteckning, är en ensam stjärna belägen i nordöstra delen av stjärnbilden Jungfrun. Den har en skenbar magnitud på +4,28 och är svagt synlig för blotta ögat. Baserat på parallaxmätning inom Hipparcosuppdraget på 14,5 mas, beräknas den befinna sig på ett avstånd av ca 225 ljusår (69 parsek) från solen.

## Egenskaper
Tau Virginis är en blå stjärna i huvudserien av spektralklass A2IV/V med vissa spektraldrag av en underjätte. Den har en massa som är nästan dubbelt så stor som solens och en radie som är 1,6 gånger solens radie. Den utsänder från sin yttre atmosfär 70 gånger mer energi än solen vid en effektiv temperatur på ca 8 400K. Tau Virginis är ca 700 miljoner år gammal och roterar snabbt med en prognostiserad rotationshastighet på 186 km/s.
Tau Virginis har flera visuella följeslagare, enligt tabellen nedan:
| Följeslagare | Skenbar magnitud | Separation bågsekunder | Positions- vinkel | Uppmätt år |
| ------------ | ---------------- | ---------------------- | ----------------- | ---------- |
| B            | 9,41             | 82,70″                 | 287°              | 2012       |
| C            | 13,10            | 176,70″                | 353°              | 2000       |
| D            | 9,68             | 342,70″                | 85°               | 2012       |
| E            | 12,00            | 14,6″                  | 175°              | 2009       |